# Клюквенне
Клю́квенне (рос. Клюквенное) — село у складі Макушинського округу Курганської області, Росія. 
Населення — 417 осіб (2010, 586 у 2002).
Національний склад станом на 2002 рік:
- росіяни — 83 %